# تورفیل
تورفیل (به اسپانیایی: Torrefiel) یک منطقهٔ مسکونی در اسپانیا است که در والنسیا واقع شده‌است. تورفیل ۰٫۷۰۰ کیلومتر مربع مساحت و ۲۵٬۹۶۱ نفر جمعیت دارد.